# Kwabena Keene
Kwabena Keene (ur. 29 grudnia 1989 w Filadelfii) – ghański lekkoatleta, kulomiot i dyskobol.
Wielokrotny rekordzista kraju.

## Rekordy życiowe
- Pchnięcie kulą – 17,97 (2012) rekord Ghany
- Pchnięcie kulą (hala) – 17,81 (2010) rekord Ghany
- Rzut dyskiem – 52,98 (2010) rekord Ghany